# Still (Leadの曲)
「Still」（スティル）は、日本の4人組男性ダンスボーカルグループLeadの20枚目のシングル。2012年12月12日にポニーキャニオンより発売された。

## 概要
2012年2弾目のシングル。初回盤4形態と通常盤の全5形態で発売されている。初回盤のバックカバーにはメンバーが一人ずつ撮影されている。なお、中土居宏宜が2013年3月31日をもって卒業したため、本作が4人編成最後のシングルとなった。

## 収録曲
初回盤A
1. Still
2. 冬色ガール
3. Still (Instrumental)
4. 冬色ガール (Instrumental)

初回盤B
1. Still
2. 冬色ガール
3. ORDINARY
4. Still (Instrumental)
5. 冬色ガール (Instrumental)
6. ORDINARY (Instrumental)

初回盤C
1. Still
2. 冬色ガール
3. anytime
4. Still (Instrumental)
5. 冬色ガール (Instrumental)
6. anytime (Instrumental)

初回盤D
1. Still
2. 冬色ガール
3. Masquerade
4. Still (Instrumental)
5. 冬色ガール (Instrumental)
6. Masquerade (Instrumental)

通常盤
1. Still
2. 冬色ガール
3. Still (Instrumental)
4. 冬色ガール (Instrumental)

### DVD
初回盤A
1. Still ミュージックビデオ
2. Still MV OFF SHOT

## バックカバー
- A:中土居宏宜
- B:谷内伸也
- C：古屋敬多
- D:鍵本輝